# Тіц Олексій Олексійович
Олексій Олексійович Тіц (нар. 2 травня 1916, Петроград — пом. 1988) — український радянський архітектор, історик архітектури, доктор мистецтвознавства з 1959 року, заслужений діяч науки УРСР з 1980 року.

## Біографія
Народився 2 травня 1916 року в Петрограді. 1939 року закінчив архітектурний факультет Харківського інженерно-будівельного інституту, де навчався у О. Молокіна (з 1947 року його викладач, з 1960 року — професор). Член КПРС з 1952 року.
Помер у 1988 році.

## Роботи
Основні споруди і проекти:
- планування і забудова перед заводської та заводської площ заводу імені С. Орджонікідзе в Краматорську (1946);
- типові проекти ремісничих училищ (1947);
- комплекс адміністративних будівель Новокраматорського заводу (1950);
- численні промислові споруди (1942—1955).

Автор наукових праць з історії й теорії архітектури, зокрема:
- Русское каменное жилое зодчество XVII века. М., 1966(рос.);
- Загадки древнерусского чертежа. М., 1978(рос.);
- Архитектура, стандарт, красота. К., 1972(рос.);
- Основы архитектурной композиции и проектирования. К., 1976(рос.);
- Харьков. Архитектурно-исторический очерк. К., 1983 (в співавторстві)(рос.).

## Вшанування пам'яті

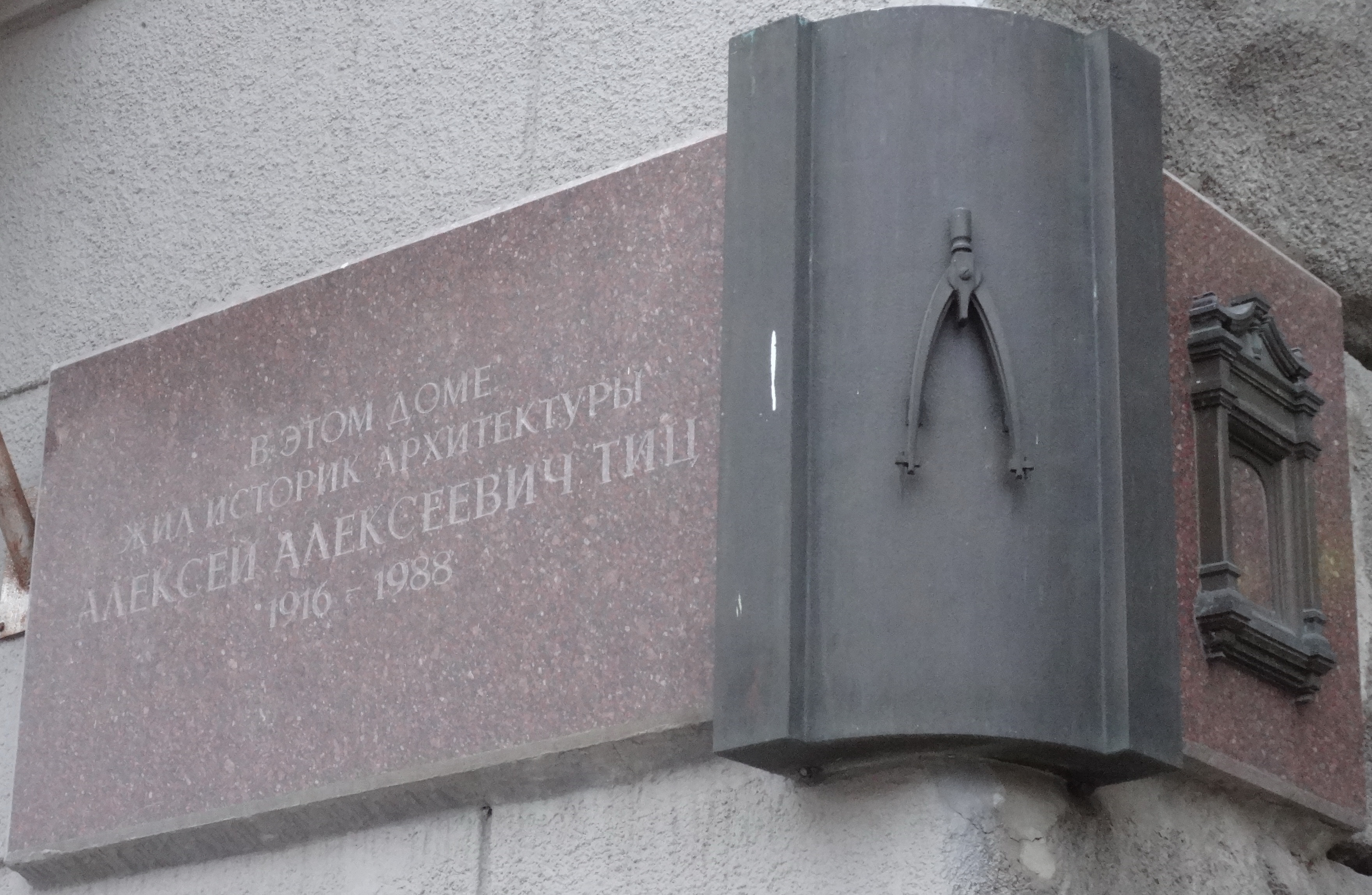
меморіальна дошка

В Харкові, на будинку по проспекту Науки 3/7, де жив архітектор, встановлено меморіальну дошку.